# Lista chorążych reprezentacji Tuvalu na igrzyskach olimpijskich
Lista chorążych reprezentacji Tuvalu na igrzyskach olimpijskich – lista zawodników i zawodniczek reprezentacji Tuvalu, którzy podczas ceremonii otwarcia nowożytnych igrzysk olimpijskich nieśli flagę Tuvalu.

## Chronologiczna lista chorążych
| Lp. | Rok i miejsce        | Chorąży                      | Dyscyplina           |
| --- | -------------------- | ---------------------------- | -------------------- |
| 1   | 2008, Pekin          | Logona Esau                  | Podnoszenie ciężarów |
| 2   | 2012, Londyn         | Tuau Lapua Lapua             | Podnoszenie ciężarów |
| 3   | 2016, Rio de Janeiro | Etimoni Timuani              | Lekkoatletyka        |
| 4   | 2020, Tokio          | Matie Stanley Karalo Maibuca | Lekkoatletyka        |